# Râul Don (Rusia)
Râul Don (în limba rusă: Дон) este unul dintre cele mai importante râuri ale Rusiei. El izvorăște lângă Tula, la sud-est de  Moscova, și după ce străbate 1.870 km, se varsă în Golful Taganrog al Mării Azov. 
De la izvoare, râul curge mai întâi spre sud-est spre Voronej, pentru ca mai apoi să-și schimbe direcția spre sud-vest. Cel mai important oraș străbătut de Don este Rostov pe Don, iar cel mai important afluent este Donețul.

## Istoric
În antichitate, râul era considerat granița dintre Europa și Asia. În vremea de maximă înflorire a Greciei Antice, într-o perioadă în care zona Donului era locuită de sciți, râul cunoscut ca Tanaïs era unul dintre cele mai importante căi comerciale. 
Tanais este numele sub care erau cunoscute râul Don și orașul așezat pe malurile lui de către sursele antice grecești. Se pare că numele modern al cursului de apă derivă din denumirea scitică dānu care, la fel precum contemporanul osetin don, poate fi tradus simplu prin "râu". 
În punctul cel mai de est al cursului râului Don, apele sale se apropie de cele ale Volgii. Canalul Volga-Don, cu o lungime de 105 km, este o importantă cale de navigație, care leagă cele două râuri. Fortăreața hazarilor Sarkel domina în vechime acest important nod de transport. În această zonă a râului s-a desfășurat Operațiunea Uranus, unul dintre cele mai importante momente ale celui de-Al Doilea Război Mondial. 
Regiunea Donului a fost căminul cazacilor de pe Don, care s-au așezat în valea fertilă a râului în secolele al XVI-lea și al XVII-lea. 
În literatura secolului al XX-lea, Donul și oamenii săi au fost aduși în atenția cititorilor de Mihail Alexandrovici Șolohov, un cazac născut din stanița Veșenskaia, mai ales prin celebrul său roman "Pe Donul liniștit" ("Tihii Don").

## Imagini

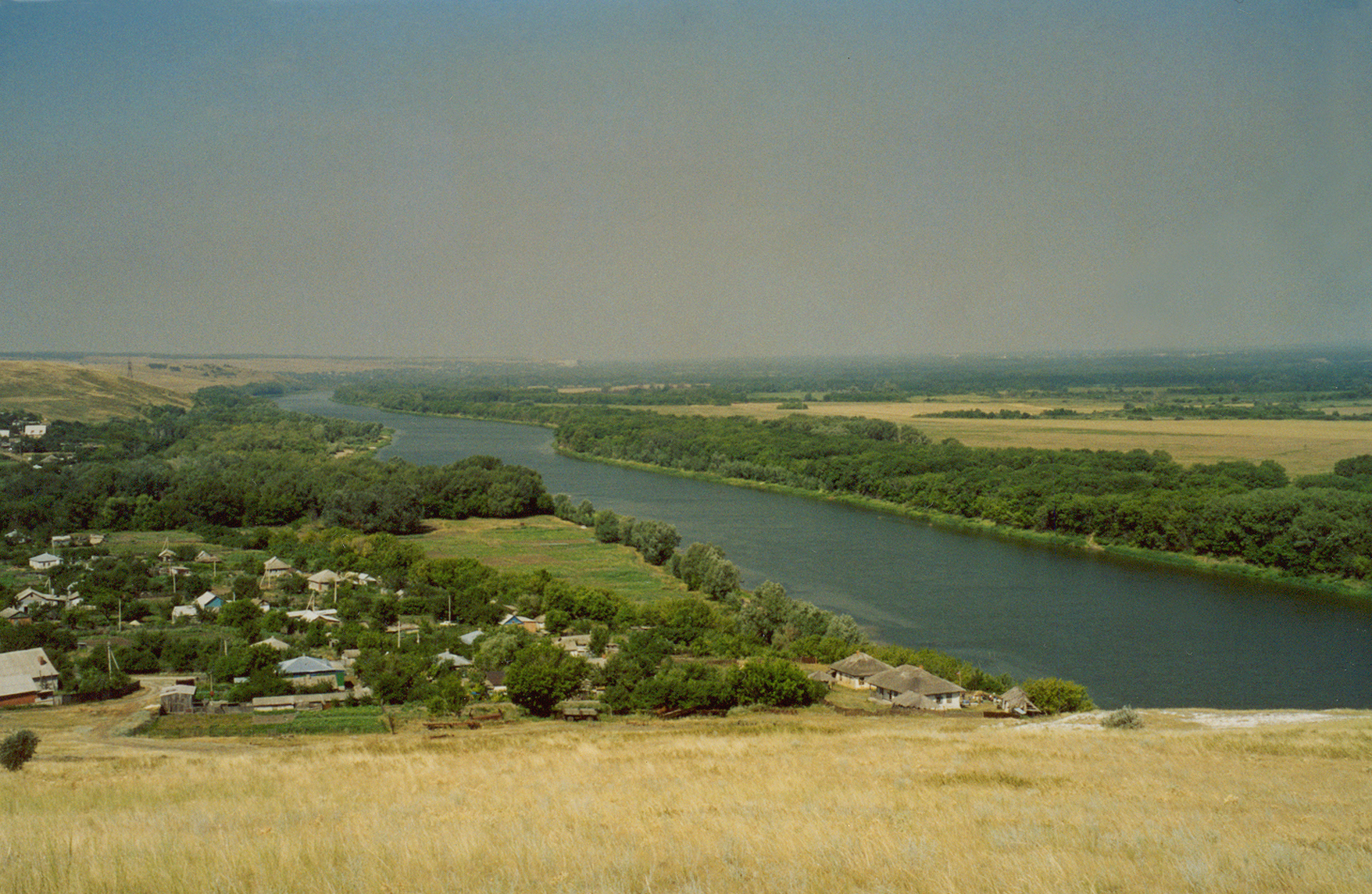
Donul lângă satul Kalininski din regiunea Rostov (fotografie din 2002)